# Ence
Pour les articles homonymes, voir Ence (homonymie).
Henc en albanais et Ence en serbe latin (en serbe cyrillique : Енце) est une localité du Kosovo située dans la commune/municipalité de Fushë Kosovë/Kosovo Polje, district de Pristina (Kosovo) ou district de Kosovo (Serbie). Selon le recensement kosovar de 2011, elle compte 747 habitants.

## Démographie

### Évolution historique de la population dans la localité
| 1948 | 1953 | 1961 | 1971 | 1981 | 1991 | 2011 |
| ---- | ---- | ---- | ---- | ---- | ---- | ---- |
| 227  | 246  | 363  | 459  | 577  | 645  | 747  |

|  |

### Répartition de la population par nationalités (2011)
En 2011, les Albanais représentaient 93,17 % de la population et les Ashkalis 6,43 %.